# 八尾市立東山本小学校
八尾市立東山本小学校（やおしりつ ひがしやまもと しょうがっこう）は、大阪府八尾市東山本町にある公立小学校。
八尾市立山本小学校より分離し、1970年に開校した。

## 沿革
- 1970年4月1日 - 八尾市立東山本小学校として開校。校舎完成まで山本小学校内に仮校舎を設置。
- 1971年3月 - 校舎落成式を実施。
- 1978年3月 - 八尾市教育委員会より、同和教育研究校の指定を受ける。
- 1984年4月1日 - 八尾市立上之島小学校を分離。
- 1996年 - 大阪府教育委員会・八尾市教育委員会より、国語科の研究校に指定される。

## 通学区域
- 八尾市 東山本町、東町の全域。
- 八尾市 上之島町南5丁目・6丁目・7丁目、上尾町1丁目・2丁目・3丁目、西高安町1丁目のそれぞれ一部。

卒業生は八尾市立東中学校に進学する。

## 著名な出身者
- 福原愛 - 卓球選手

## 交通アクセス
- 近鉄大阪線河内山本駅下車、徒歩約15分。